# Bop till You Drop
Bop till You Drop är ett musikalbum av Ry Cooder som lanserades 1979 på Warner Bros. Records. Albumet består mestadels av covers på äldre R&B och rock'n'roll-låtar, en del av mer obskyrt ursprung. Albumet är noterbart då inspelningarna skedde helt med digital utrustning från 3M, det var en av de allra första inspelningarna av sitt slag. På LP-omslagets baksida fanns en kort text där den digitala inspelningens "förträfflighet" beskrevs.

## Låtlista
1. "Little Sister"
2. "Go Home, Girl"
3. "The Very Thing That Makes You Rich (Makes Me Poor)"
4. "I Think It's Going to Work Out Fine"
5. "Down in Hollywood"
6. "Look at Granny Run Run"
7. "Trouble, You Can't Fool Me"
8. "Don't Mess Up a Good Thing"
9. "I Can't Win"

## Listplaceringar
- Billboard 200, USA: #62[1]
- UK Albums Chart, Storbritannien: #36[2]
- VG-lista, Norge: #10[3]
- Topplistan, Sverige: #25[4]